# Katangi (Jabalpur)
Katangi è una suddivisione dell'India, classificata come nagar panchayat, di 17.076 abitanti, situata nel distretto di Jabalpur, nello stato federato del Madhya Pradesh. In base al numero di abitanti la città rientra nella classe IV (da 10.000 a 19.999 persone).

## Geografia fisica
La città è situata a 23° 27' 49 N e 79° 47' 38 E.

## Società

### Evoluzione demografica
Al censimento del 2001 la popolazione di Katangi assommava a 17.076 persone, delle quali 9.033 maschi e 8.043 femmine. I bambini di età inferiore o uguale ai sei anni assommavano a 2.639, dei quali 1.364 maschi e 1.275 femmine. Infine, coloro che erano in grado di saper almeno leggere e scrivere erano 10.284, dei quali 6.308 maschi e 3.976 femmine.